# 韦瓦克轰炸

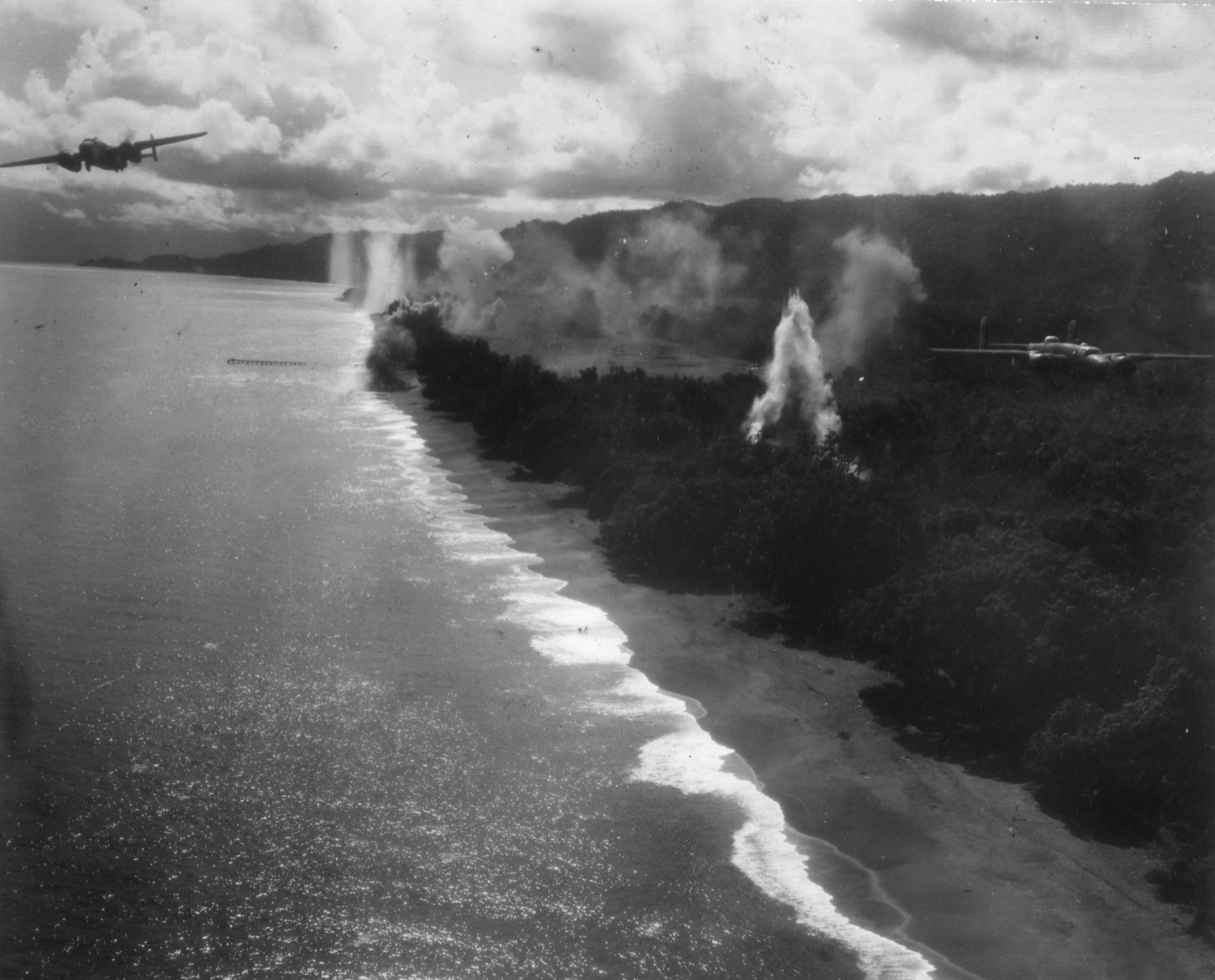
韦瓦克轰炸

韦瓦克轰炸是指1943年8月17日至21日间，美國陸軍航空軍的美国第五航空队对位于新幾內亞島韦瓦克的日本陆军航空部队基地展开的一系列空袭。盟军在5天内的4场空袭中取得了决定性胜利：日本第4航空军在地面和空中共损失约170架飞机，只剩约30架飞机还能作战。美国第五航空队只损失了10架飞机。